# Rattus everetti
Rattus everetti is een algemeen voorkomende rat uit de familie Muridae.

## Kenmerken
R. everetti is een grote rat. De rug, de oren, delen van de voeten en het deel van de staart dat het dichtste bij het lichaam zit zijn bruin. De rest van de staart is wit. De haren op de staart zijn kort. De achtervoeten zijn lang en smal. Vrouwtjes hebben 1+1+2=4 mammae. De soort is zeer variabel: exemplaren uit Luzon zijn klein en hebben een zachte vacht, terwijl dieren uit Dinagat en Ticao veel groter zijn en een hardere vacht hebben. Het verschil is zo groot dat de populatie van Ticao vaak tot een aparte soort, Rattus tyrannus, wordt gerekend. Ook vormen als albigularis, gala en tagulayensis worden vaak als aparte soorten gezien. Op Sibuyan komt een verwante, onbeschreven soort voor.

## Verspreiding
Deze soort komt voor in grote delen van de Filipijnen. Daar komt hij voor in allerlei soorten bos, tot op 2200 m hoogte. Hij komt echter niet of nauwelijks voor in door mensen verstoorde gebieden.
Aziatische zwarte rat (Rattus tanezumi)
· Bruine rat (Rattus norvegicus)
· Engganorat (Rattus enganus)
· Nillubergrat (Rattus montanus)
· Polynesische rat (Rattus exulans)
· Rattus adustus
· Rattus andamanensis
· Rattus arfakiensis
· Rattus argentiventer
· Rattus arrogans
· Rattus baluensis
· Rattus blangorum
· Rattus bontanus
· Rattus burrus
· Rattus ceramicus
· Rattus colletti
· Rattus detentus
· Rattus elaphinus
· Rattus everetti
· Rattus facetus
· Rattus feileri
· Rattus feliceus
· Rattus fuscipes
· Rattus giluwensis
· Rattus hainaldi
· Rattus halmaheraensis
· Rattus hoffmanni
· Rattus hoogerwerfi
· Rattus jobiensis
· Rattus koopmani
· Rattus korinchi
· Rattus leucopus
· Rattus losea
· Rattus lugens
· Rattus lutreolus
· Rattus macleari
· Rattus marmosurus
· Rattus mindorensis
· Rattus mollicomulus
· Rattus mordax
· Rattus morotaiensis
· Rattus nativitatis
· Rattus nikenii
· Rattus niobe
· Rattus nitidus
· Rattus novaeguineae
· Rattus ombirah
· Rattus omichlodes
· Rattus osgoodi
· Rattus palmarum
· Rattus pelurus
· Rattus pococki
· Rattus praetor
· Rattus pyctoris
· Rattus ranjiniae
· Rattus richardsoni
· Rattus sakeratensis
· Rattus salocco
· Rattus sanila
· Rattus satarae
· Rattus simalurensis
· Rattus sordidus
· Rattus steini
· Rattus stoicus
· Rattus taliabuensis
· Rattus tawitawiensis
· Rattus timorensis
· Rattus tiomanicus
· Rattus tunneyi
· Rattus vandeuseni
· Rattus verecundus
· Rattus villosissimus
· Rattus xanthurus
· Zwarte rat (Rattus rattus)